# Basilodes catharops
Basilodes catharops là một loài bướm đêm trong họ Noctuidae.